# Narai

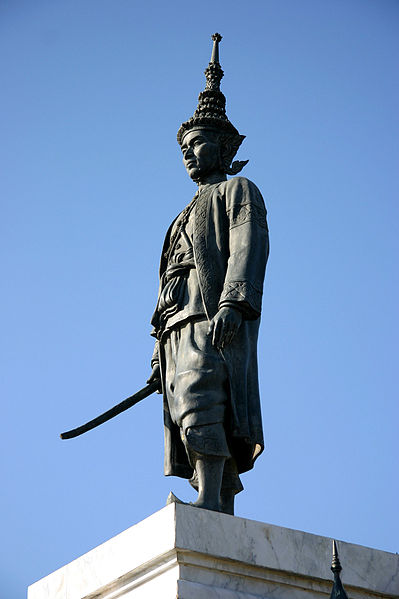
Estatua de Narai.

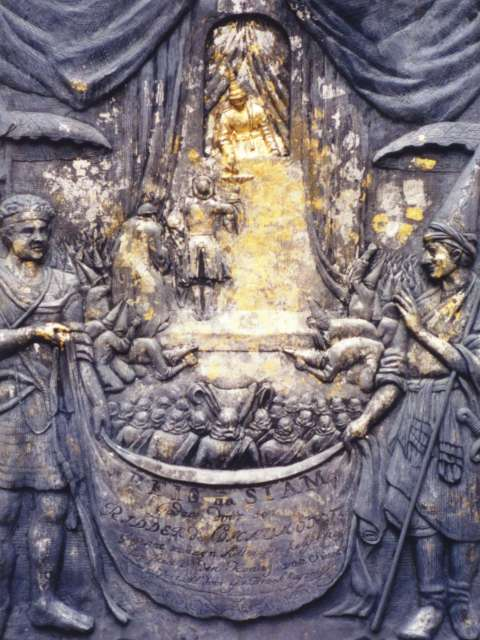
Placa conmemorativa en Lopburi mostrando al rey Narai con los embajadores franceses.

Narai (en tailandés: นารายณ์; 1656-1688), también conocido como Narai el grande o Ramathibodi Si Sanphet (รามาธิบดีศรีสรรเพชญ), fue un rey de Tailandia, hijo del rey Prasat Thong y de la princesa Sirtithida.

## Biografía
Narai nació en 1656, hijo del rey Prasat Thong y de la princesa Sirtithida.
Narai fue el rey de Ayutthaya y, posiblemente, el rey más famoso de la historia de Ayutthaya. Su reinado fue el más próspero durante su historia y realizó grandes negocios comerciales y diplomáticos con naciones extranjeras incluyendo los persas y Occidente. Durante los últimos años de su reinado, Narai dio poder al aventurero griego, Constantinos Phaulkon con lo que técnicamente se convirtió en el rector del estado. A través de los acuerdos de Phaulkon, el reino siamés dispuso de relaciones diplomáticas cercanas con la corte de Luis XIV y de soldados franceses.
El predominio de los funcionarios franceses llevaron a trifulcas entre ellos y los mandarines nativos llevaron la revolución de 1688 hacia el final de su reinado.
El reinado de Narai también fue conocido por la invasión de Birmania desde 1662 hasta 1664, la destrucción de la ciudad portuaria independiente del Sultanato de Singgora (1605-1680), y la guerra de Siam contra Inglaterra (1687).

## Reino de Ayutthaya

Mapa del sudeste Asiático en el siglo con el Reino de Ayutthaya en tono rosa pálido.

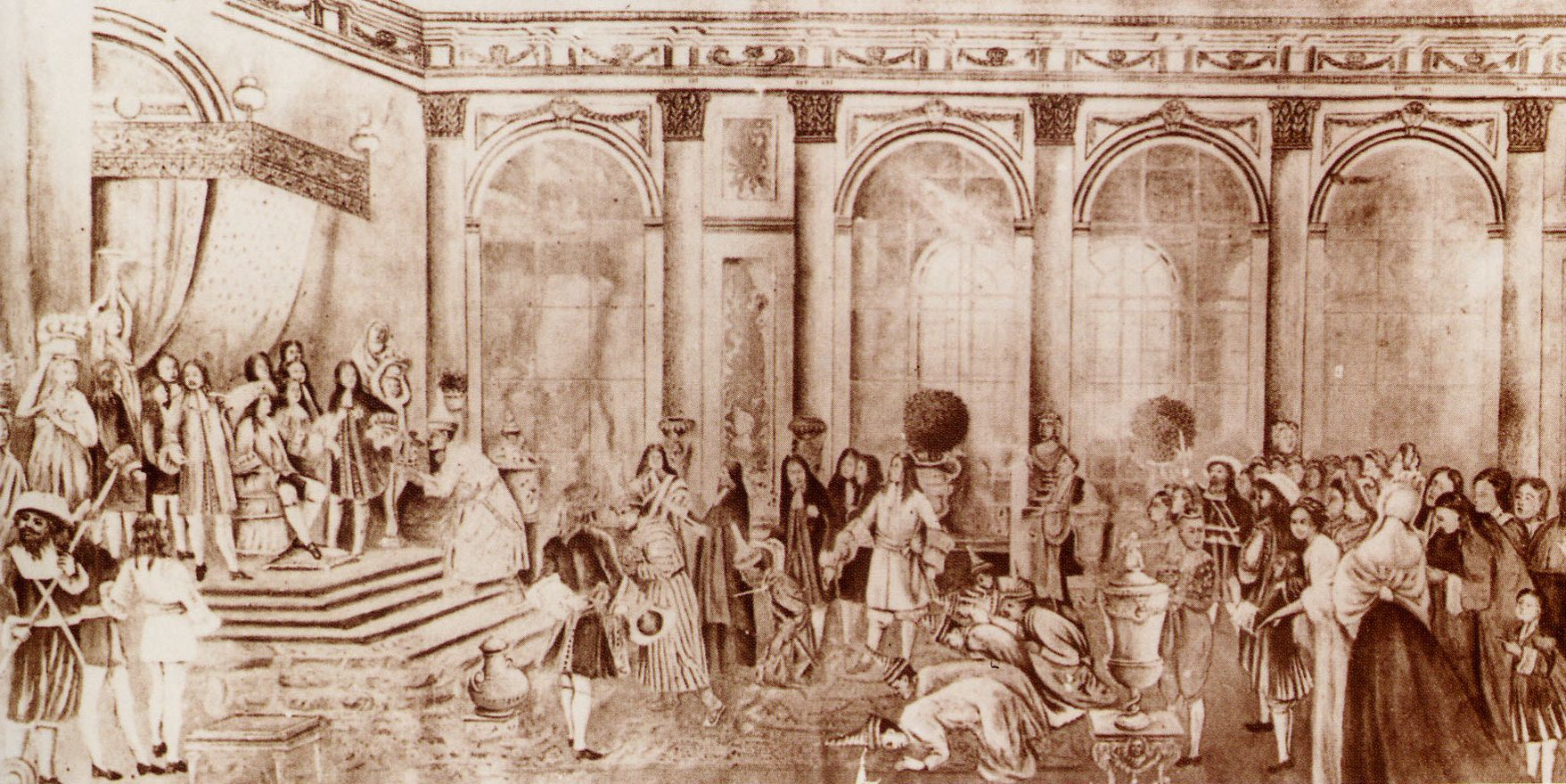
Kosa Pan presenta la carta del rey Narai a Luis XIV en Versalles, el 1 de septiembre de 1686.

El reino de Ayutthaya fue un reino de Tailandia que existió entre 1351 a 1767. El rey Ramathibodi I (U Thong) fundó la capital Ayutthaya (อยุธยา) en 1350 y absorbió en 1376 a Sukhothai, 640 km al norte. Durante los siguientes cuatro siglos, el reino se expandió para convertirse en la nación de Siam, con sus fronteras siguiendo aproximadamente las fronteras de la Tailandia de la actualidad, excepto en el norte, por el Reino de Lannathai. Ayutthaya disponía de grandes negocios extranjeros, ya sea chino, indio, japonés o persa, y posteriormente portugués, español, holandés, británico y francés, permitiéndoles establecer poblaciones fuera de los muros de la ciudad.
La corte del rey Narai tuvo fuertes contactos con la corte del rey Luis XIV de Francia, cuyos embajadores compararon la ciudad en tamaño y riqueza con París.
Narai cedió el poder de tomar las decisiones relativas al comercio, al aventurero griego, Constantinos Phaulkon quien decidió conceder el mercado de las especias a Francia, ambas naciones forjaron buenas relaciones llegando incluso a un acuerdo para que el Reino de Ayutthaya enviara embajadores a París, pero cuando las tropas francesas desembarcaron en Bangkok una rebelión popular impidió un acuerdo con los negocios. Los holandeses habían fomentado la rebelión porque se oponían al monopolio de las especias por parte de los franceses.
Poco después, los franceses intentaron convertir al rey Narai al cristianismo, pero al morir Narai en 1688 los franceses fueron expulsados y el consejero griego del rey, Constantinos Phaulkon, fue ejecutado.